# Кубатлинський район
Кубадли (азерб. Qubadlı rayonu, Кубатлинський район) — район Азербайджану. За останнім радянським переписом 1989 року, населення становило 28,110 чоловік.
25 жовтня 2020 року район був звільнений Азербайджаном під час Другої нагірно-карабаської війни 2020 року. Згодом було оприлюднено відео, яке підтвердили присутність азербайджанських військ у місті.
За неофіційними даними Азербайджану, населення становило 34,100 людей.

## Демографія
Станом на 1979 рік загалом тсновило 26 673 особи:
- Азербайджанці 99,5 % (26 537)
- Вірмени 0,1 % (26)
- Росіяни 0,2 % (45)

Станом на 1989 рік загалом 28,110 чоловік.